# Мрія 4.5.0
«Мрія 4.5.0» версія «Харон» — це багатоцільовий бойовий безпілотний авіаційний комплекс, розроблений українськими інженерами для виконання бойових завдань Збройними Силами України. Він поєднує функції розвідки та ударного комплексу, забезпечуючи високу ефективність і мобільність у сучасних бойових умовах.
Загальні відомості

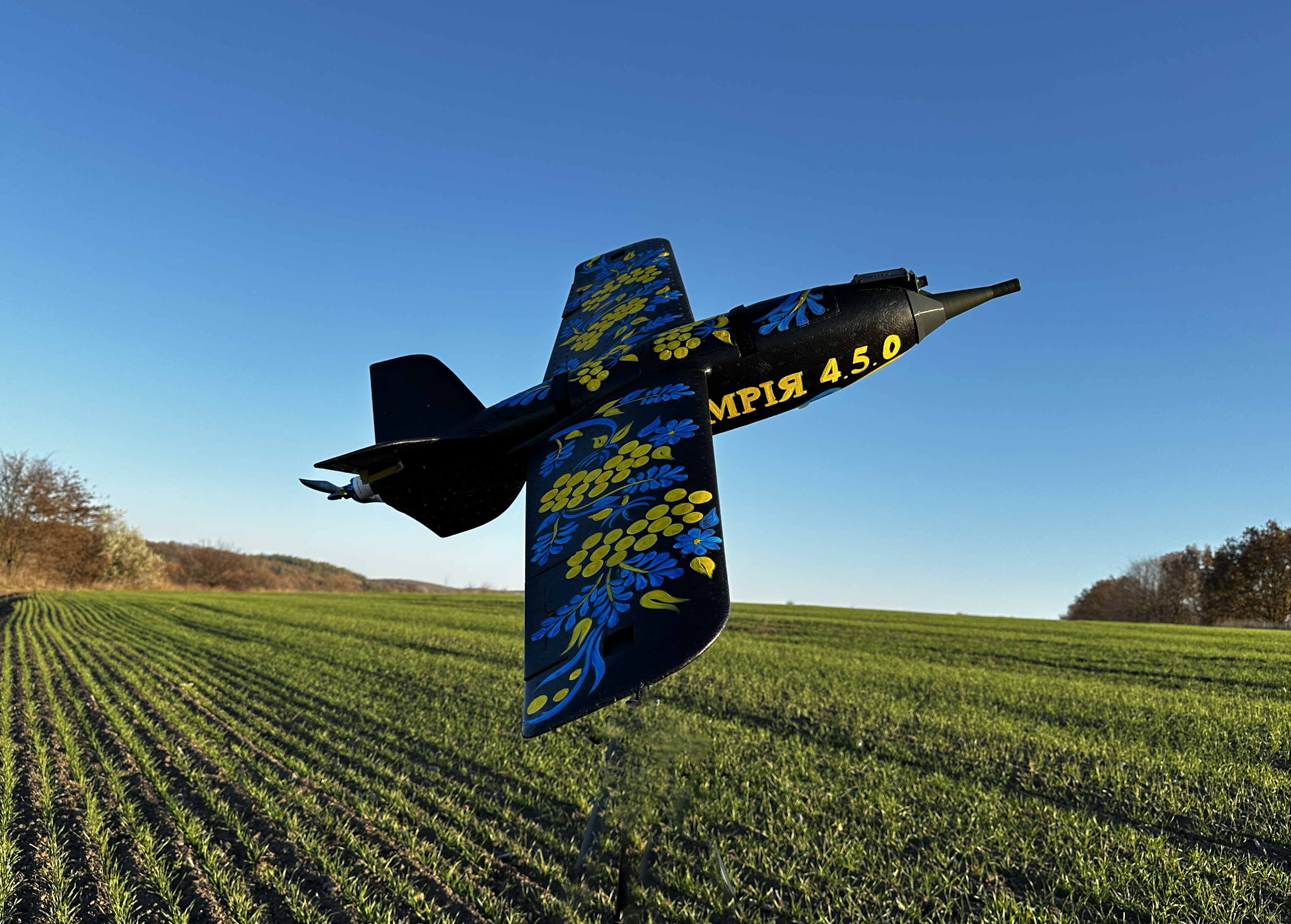
english

Комплекс «Мрія 4.5.0» версія «Харон» призначений для роботи на оперативно-тактичному рівні, виконуючи завдання з ураження ворожих цілей на значній глибині, збору розвідувальних даних і супроводу військових операцій. Його унікальні технічні характеристики дозволяють ефективно протидіяти як наземним, так і повітряним загрозам.
Дрон стійкий до радіоелектронного придушення, що робить його ефективним навіть у складних умовах ведення бойових дій.

Можливості
1.	Розвідка — збір інформації про позиції супротивника на оперативній глибині.
2.	Ураження — точкове знищення техніки, артилерії, складів боєприпасів, живої сили противника.
3.	Супровід операцій — передача оперативних даних для координації військових підрозділів.

Технічні характеристики
•	Дальність польоту: до 75 км.
•	Бойовий радіус: 30 км.
•	Максимальна висота польоту: 4000 м.
•	Максимальна швидкість: 150 км/год.
•	Вага бойової частини: до 2 кг.
•	Розміри:
•	Розмах крил — 1400 мм.
•	Довжина фюзеляжу — 900 мм.
Комплекс побудований за літаковим типом, що забезпечує швидке розгортання та зручність транспортування.
Переваги
У порівнянні з іншими дронами, такими як FPV-моделі, «Харон» має значно більший радіус дії (до 30 км) і здатна уражати цілі на глибині до 70 км у тилу ворога. Це відкриває нові можливості для ураження стратегічно важливих об’єктів: складів боєприпасів, колон постачання та командних пунктів супротивника.
Роль у захисті України
У прифронтових регіонах, таких як Донецька та Харківська області, застосування «Мрії 4.5.0» стало вирішальним фактором. Комплекс забезпечує Збройним Силам України технологічну перевагу, зменшуючи втрати серед особового складу та успішно уражаючи ворога.
Завдяки високій ефективності цей дрон став невід’ємним елементом сучасних бойових операцій.
Виробництво та перспективи
«Мрія 4.5.0» версія «Харон» розроблена українськими конструкторами та виробляється на вітчизняних підприємствах. Комплекс уже використовується понад 40 бойовими угрупуваннями ЗСУ. Його впровадження у військові підрозділи сприяє зміцненню обороноздатності країни.
Завдяки високій ефективності та відносно низькій вартості комплекс має значний потенціал для масштабного застосування.
Див. також
•	БПЛА
•	Військова техніка України
•	Радіоелектронна боротьба
Джерела
1.	Офіційний сайт
2.	Інформаційні матеріали українських медіа:
https://zi.ua/ua/news/ukrainskiy-boyoviy-dron-mriya-4-5-0-innovatsiya-dlya-suchasnikh-boyovikh-operatsiy_206953/
https://kremen.gov.ua/index.php?view=single-news&news-id=36811#:~:text=Міський%20голова%20Віталій%20Малецький%20повідомив,вражати%20ворожі%20цілі%20на%20відстані.
https://kremen.today/2024/11/29/mriya-4-5-0-kremenchuk-peredav-nashym-zahysnykam-bezpilotnyj-aviatsijnyj-kompleks/
1. ↑  Український бойовий дрон «Мрія 4.5.0»: інновація для сучасних бойових операцій. Новинний портал ZI (ua) . Процитовано 15 грудня 2024.